# Kamienica Jacobsona w Warszawie
Kamienica Jacobsona – kamienica w formie przyulicznego pałacyku znajdująca się przy al. „Solidarności” 105 (dawniej ul. Leszno 25) w Warszawie, wzniesiona około 1780.

## Opis
Pierwszym autorem projektu kamienicy był Jakub Fontana, została dokończona przez Szymona Bogumiła Zuga lub Jana Chrystiana Kamsetzera dla jubilera królewskiego Fryderyka Jacobsona.
Jak ustalił Juliusz Wiktor Gomulicki, krytyk literatury i znawca twórczości Norwida, Jan Norwid mieszkał w kamienicy z przyjacielem i najstarszym z braci Druckich-Lubeckich – księciem Onufrym. Tutaj jego dwaj synowie Cyprian i Ludwik doczekali oficjalnego zapisania do „zmodzfikowanych” po powstaniu listopadowym szkół średnich.
Budynek został częściowo zniszczony w 1944. Został odbudowany w latach 1962–1977 ze znacznymi zmianami.
Wewnątrz kamienicy zachowały się dekoracje.
Obecnie pałac jest siedzibą Instytut Archeologii i Etnologii PAN.